# 索拉維科山
17°6′39″S 69°46′50″W / 17.11083°S 69.78056°W
索拉維科山（Sura Wiqu），是秘魯的山峰，位於該國南部普諾大區的埃爾科廖省，屬於安第斯山脈的一部分，處於萬庫雷山西北面和托馬托馬尼山東北面，海拔高度約4,800米。